# Rhynchophyllina
Rhynchophyllina  es un alcaloide que se encuentra en ciertas especies de  Uncaria(Rubiaceae), especialmente Uncaria rhynchophylla y Uncaria tomentosa. Es un no competitivo antagonista del NMDA (IC50 = 43.2 microM) y bloqueador del canal de calcio. También se produce de forma natural en las hojas de  Mitragyna speciosa (también una Rubiaceae), nativa de Tailandia.